# Maniática
Maniática es un grupo de música de Villena (Alicante) que toca estilos como el punk o el rock.

## Historia
Después de varios intentos de formación nace Maniática en 1986.
Su primer trabajo fue un sencillo que apareció en 1.987. En él se incluían las canciones El parado y la cocina sin pagar y E-C-O-L-Ó-G-I-C-O-R-O-C-K-A-N-D-R-O-L-L. Después, en 1988 llegó Vitaminas A, la primera maqueta. Ambos fueron incluidos en el primero de los CD editados más tarde por Illa Records en el 2001.
En Vitaminas A podemos encontrar desde canciones con letras claramente reivindicativas (¿A ti que más te da?, Maldita historia, maldita hostia, Números de plástico, etc.) hasta canciones divertidas (Pepino, El obseso y La dura balada de la cerveza). Además no se limitan sólo al rock, sino que aparece una canción con tintes reggae como Sudáfrica, en la que además interviene un saxo (Roberto).
Los componentes del grupo entonces eran:
Vicente Ortega "Viri" (voz)
Javier Ruiz "Chispes" (guitarra y voz)
Amador Fernández "Ama" (guitarra)
Luis Miguel Ruiz "Txispín" (bajo y voz)
Paco Fernández "Chato" (batería)
Su segundo trabajo fue un LP: MANIAcríTICA, que apareció en 1990 publicado por La isla de la tortuga. Este trabajo tuvo muy poco éxito.
Aquí desaparece del grupo Viri, pasando a la voz Javi Chispes.
De este disco destaca Por ti (una canción de más de 8 minutos, con un estilo muy cercano al heavy), el Blues social (con la armónica del Brasi, amigo del grupo que más tarde falleció y al que dedicaron una canción homónima) y El caso del mendigo sin manta (con estilo de canción popular en versión rock).
El tercero de los trabajos pasados a CD es El Lado Oscuro. Originalmente apareció en 1992, grabado durante la EXPO'92, de ahí la introducción de Poder y las canciones Cristóbal colono y La balada de la EXPO. Aparece una canción instrumental: Playa arábiga, y también el momento álgido que supone La balada de la EXPO, con los componentes del grupo y algunos amigos balando como ovejas. A destacar Lo que nos queda, Según convenga y Poder.
Un año antes de la grabación se marcha del grupo Ama. Por otra parte, la batería en unas canciones la sigue tocando Chato, y para otras entra en el grupo Pakote.
A partir de aquí la formación fue:
Javi Chispes - voz y guitarra
Txispín - coros y bajo
Pakote - coros y batería
En el CD puesto a la venta se incluyen imágenes del grupo y algunos vídeos.
Entre tanto sacaron una K7 de versiones de The Clash pero con textos traducidos al castellano literalmente o reinventados, llamándose La Furia - Por algo más que por gusto.
Maníatica tuvo un último trabajo en K7, llamado Pero que no sea el último paso, sacado en el año 1995 por la misma discográfica del primer y del último trabajo, El lokal. 
Más tarde se disolverían como grupo, aunque varios de sus componentes siguieron trabajando juntos en otro grupo paralelo llamado Saltimpankis. El vocalista y líder del grupo Javi Chispes también sacó en 1995 un trabajo en K7 llamado Caperucita y la guerra.
En 1997 Javi Chispes funda Banda Jachís con ya 5 álbumes a sus espaldas.
Casi ocho años después, en el 2003, reaparecieron con la primera formación en un último trabajo llamado Maniática con la regrabación de 20 temas de anteriores grabaciones más 4 temas inéditos, dando una pequeña gira donde estuvieron en el festival Viña Rock.
En 2005 Javi Chispes continuó con más de 20 años en la música, junto a Juanjo al bajo, David a la guitarra (los dos, miembros también del grupo Ingresó Cadáver) y Sergio a la batería (Ínfimo), lo celebran haciendo repaso y editando su último álbum en solitario 20 años de canciones y sueños, de Libertad.
En 2007 crea junto a su hermano Txispín un nuevo proyecto llamado Chispazo, recorriendo la historia de sus anteriores proyectos acompañados de nuevas canciones.
Javi Chispes continuó con Banda Jachís y ocasionalmente interpretando algún tema de Maniática y de la Furia.
En febrero de 2015 la formación original se vuelve a juntar para tocar en los escenarios sin fecha de caducidad. En abril de 2016 sale su nuevo trabajo Directo a tu conciencia, disco en directo grabado en diciembre de 2015 en la sala Salamandra II de Barcelona. Se trata de un recopilatorio de los temas que tocan en la gira y con el cual celebran el 30 aniversario de la formación de la banda. Este trabajo contiene DVD y 2 CD y lo edita la discográfica Rock Estatal Records.
Con motivo de la pandemia por covid, el grupo cesa su actividad. Pasado este periodo Javi Chispes decide incorporarse a la banda Reincidentes en la cual había causado baja Candy. Debido a ello la banda queda en standby.

## Discografía
| Año  | Título                         | Discográfica          | Formato    |
| ---- | ------------------------------ | --------------------- | ---------- |
| 1988 | Vitaminas A                    | El lokal              | K7         |
| 1990 | Maniacrítica                   | La isla de la tortuga | Vinilo LP  |
| 1992 | El lado oscuro                 | El lokal              | K7         |
| 1995 | Pero que no sea el último paso | El lokal              | K7         |
| 2003 | Maniática                      | Maldito Records       | CD         |
| 2016 | Directo a tu conciencia        | Rock Estatal Records  | 2 CD + DVD |
| 2024 | El lado oscuro                 | Kasba Music           | Vinilo LP  |

- Datos: Q9027444